# Takarmányrépa
A takarmányrépa vagy marharépa (Beta vulgaris L. convar. crassa provar. crassa vagy Beta vulgaris subsp. vulgaris var. crassa) kultúrnövény, a termesztett répa (Beta vulgaris subsp. vulgaris) egyik változata, melyet állatok (főleg szarvasmarha és juh) takarmányozására termesztenek.

## Leírása
Lágy szárú, kétéves növény. Az első évben a répatest és a tőlevélrózsa fejlődik ki, s csak a második évben a szár a virággal és a terméssel.
Az egyes fajták különbözhetnek a répatest alakjában (lehet például karó, tülök, palack, henger vagy hordó alakú, olajbogyószerű), illetve abban is, hogy a répatest milyen mélyre nyúlik le a talajban (vagyis betakarításkor mennyire könnyen lehet felszedni). A répatest húsa mindegyik fajta esetén fehér színű annak ellenére, hogy kívülről sárgásak, vörösesek: ez a külső szín a szabadban virágzó, különféle fajták kereszteződésének köszönhetően maradt meg így.

## Felhasználása

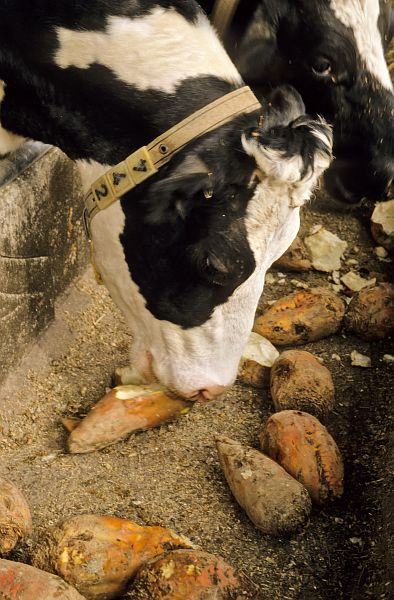
Tejelő tehenek takarmányrépát esznek

A termesztett répát sokáig csak saláta- és zöldségnövényként hasznosították kertekben. Állatok takarmányozása céljából először a 17. században kezdték meg szántóföldi termesztését, melyhez a mángoldot használták fel, vagyis ebből alakult ki a takarmányrépa. 1800 körül már ismert volt az ‘Oberdörfer’ nevű tájfajta, amelyet később elsőként alkalmaztak a nemesítésben. A 19. század során alakult ki a takarmányrépák répatestének ma is ismert tömege, tápanyagtartalma.
Magyarországon először a ‘Burgundi’ nevű fajtájával kezdett el kísérletezni Tessedik Sámuel 1790-ben Szarvason. Hazai nemesítése a 20. század elején kezdődött meg, melynek eredményeként születtek meg a ‘Rózsaszínű Béta’, a ‘Bábolnai sárga henger’ és a ‘Béta Poly Rózsacukor’ nevű fajták.
A takarmányrépa répateste tápanyagokban (cukor, fehérjék, vitaminok, ásványi sók) gazdag, az állatok szívesen fogyasztják, s mivel sokáig eláll, télen különösen értékes takarmány. Levelét és répafejét frissen vagy silózást követően adják táplálékul az állatoknak.